# Bansat
Bansat est une commune française située dans le département du Puy-de-Dôme, en région d'Auvergne-Rhône-Alpes.

## Géographie
Bansat est situé sur le bord sud de la Limagne d'Issoire et à la limite du Livradois. Cela donne à la commune deux aspects :
- les contreforts du Livradois donnent à la commune ses bois et un terrain accidenté. C'est le bois Baroux et la rivière de Bansat qui a creusé une petite gorge au débouché de laquelle s'est fixé le village ;
- à l'ouest, un plateau permettant la culture des céréales d'où on peut avoir une vue panoramique sur la chaîne du Sancy.

Il existe sur le territoire de la commune une dépression marécageuse, le lac de Chaux, ayant une grande richesse floristique et faunistique.

### Lieux-dits et écarts
La commune de Bansat comprend cinq hameaux : Badarel, la Chassagne, Bel Air, Vinzelles et Feroussat.
Le village de Vinzelles dont le parler a été illustré par Albert Dauzat fait partie de la commune de Bansat.
| Saint-Rémy-de-Chargnat  | Saint-Jean-en-Val | Saint-Étienne-sur-Usson |
| Saint-Martin-des-Plains | Bansat            | Vernet-la-Varenne       |
| Lamontgie               |                   | La Chapelle-sur-Usson   |

### Transports
La commune est traversée par la route départementale 214 reliant Sauxillanges au nord à Auzat-la-Combelle au sud-ouest.

### Climat
Pour des articles plus généraux, voir Climat d'Auvergne-Rhône-Alpes et Climat du Puy-de-Dôme.
En 2010, le climat de la commune est de type climat du Bassin du Sud-Ouest, selon une étude du Centre national de la recherche scientifique s'appuyant sur une série de données couvrant la période 1971-2000. En 2020, Météo-France publie une typologie des climats de la France métropolitaine dans laquelle la commune est exposée à un climat de montagne ou de marges de montagne et est dans la région climatique  Nord-est du Massif Central, caractérisée par une pluviométrie annuelle de 800 à 1 200 mm, bien répartie dans l’année. 
Pour la période 1971-2000, la température annuelle moyenne est de 10,9 °C, avec une amplitude thermique annuelle de 16,1 °C. Le cumul annuel moyen de précipitations est de 652 mm, avec 7,9 jours de précipitations en janvier et 6,5 jours en juillet. Pour la période 1991-2020, la température moyenne annuelle observée sur la station météorologique de Météo-France la plus proche, « Issoire », sur la commune d'Issoire à 10 km à vol d'oiseau, est de 12,0 °C et le cumul annuel moyen de précipitations est de 610,7 mm,. Pour l'avenir, les paramètres climatiques de la commune estimés pour 2050 selon différents scénarios d'émission de gaz à effet de serre sont consultables sur un site dédié publié par Météo-France en novembre 2022.

## Urbanisme

### Typologie
Au 1er janvier 2024, Bansat est catégorisée commune rurale à habitat dispersé, selon la nouvelle grille communale de densité à sept niveaux définie par l'Insee en 2022.
Elle est située hors unité urbaine. Par ailleurs la commune fait partie de l'aire d'attraction d'Issoire, dont elle est une commune de la couronne,. Cette aire, qui regroupe 53 communes, est catégorisée dans les aires de moins de 50 000 habitants,.

### Occupation des sols
L'occupation des sols de la commune, telle qu'elle ressort de la base de données européenne d’occupation biophysique des sols Corine Land Cover (CLC), est marquée par l'importance des territoires agricoles (52,7 % en 2018), une proportion sensiblement équivalente à celle de 1990 (53,2 %). La répartition détaillée en 2018 est la suivante : 
forêts (46,3 %), prairies (24,2 %), terres arables (20,4 %), zones agricoles hétérogènes (8,2 %), zones urbanisées (0,9 %). L'évolution de l’occupation des sols de la commune et de ses infrastructures peut être observée sur les différentes représentations cartographiques du territoire : la carte de Cassini (XVIIIe siècle), la carte d'état-major (1820-1866) et les cartes ou photos aériennes de l'IGN pour la période actuelle (1950 à aujourd'hui).

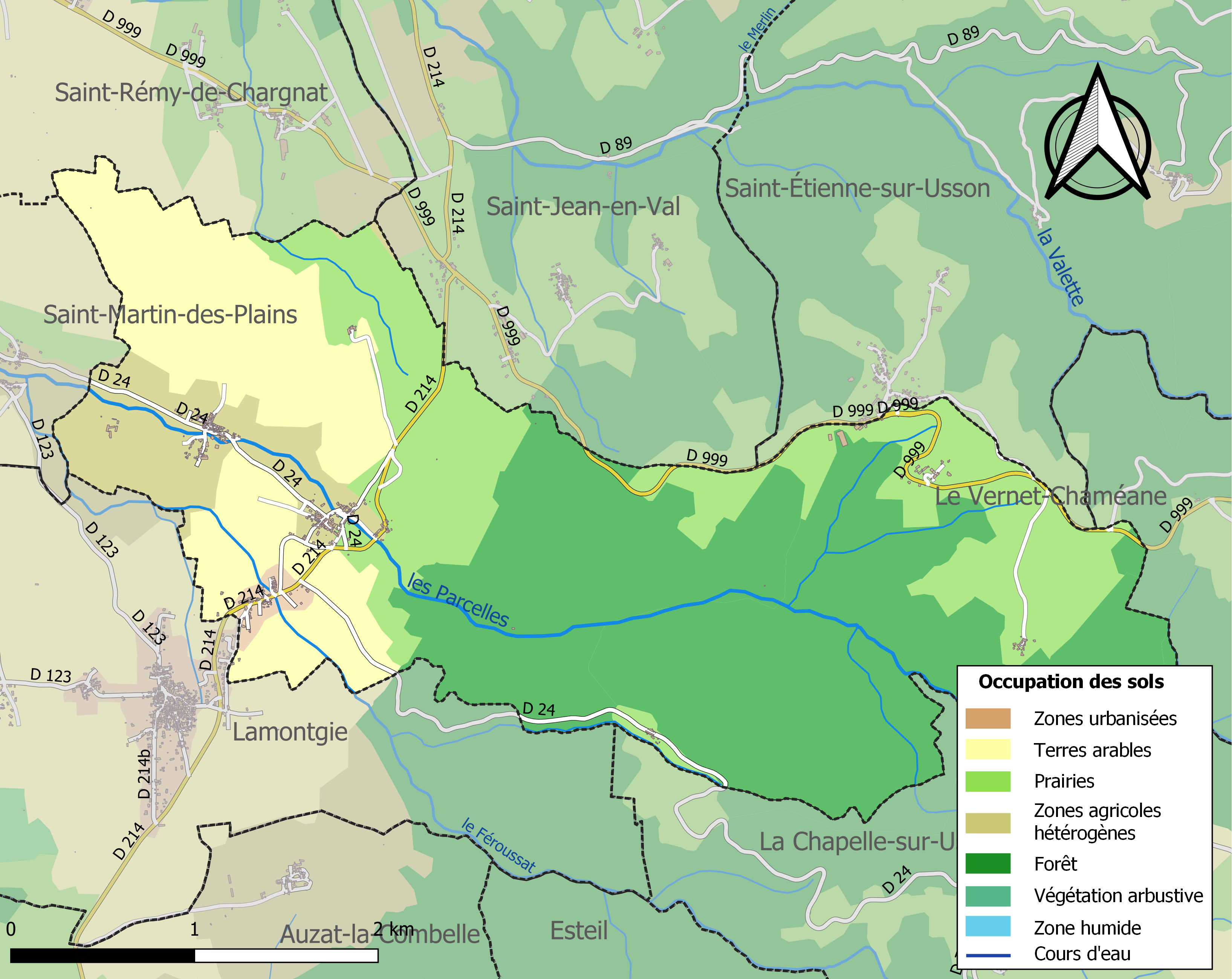
Carte des infrastructures et de l'occupation des sols de la commune en 2018 (CLC).

## Histoire
Bansat fait partie des villages fortifiés qui ont été construits le long de la vallée vigneronne de l'Allier. La partie ancienne du village forme un quadrilatère entourant l'église fortifiée Saint-Julien auquel on accède par un porche.
L'ancien château a un plan en L qui possède encore trois tours sur le côté nord. Ces fortifications ont été construites pour assurer la défense du village pendant la guerre de Cent Ans (1337-1453).
La seigneurie appartenait au XVIIe siècle à Antoine Ribeyre. Par le mariage de sa fille, en 1653, elle devient la propriété de Pierre Cisternes.
À Bansat existaient deux confréries, celle de Sainte-Foy et celle du Saint-Sacrement.

## Politique et administration
La commune fait actuellement partie du canton de Sauxillanges. À la suite du redécoupage cantonal appliqué en 2015, elle est rattachée au canton de Brassac-les-Mines.
| Période                                  | Période                   | Identité       | Étiquette | Qualité                   |
| ---------------------------------------- | ------------------------- | -------------- | --------- | ------------------------- |
| Les données manquantes sont à compléter. |                           |                |           |                           |
| avant 1981                               | ?                         | Emile Bérard   |           |                           |
| mars 1997                                | mars 2006                 | Marc Levet     |           |                           |
| mars 2006                                | En cours (au 3 août 2020) | Annie Maloron, |           | Fonctionnaire - Retraitée |

## Population et société

### Démographie
L'évolution du nombre d'habitants est connue à travers les recensements de la population effectués dans la commune depuis 1793. Pour les communes de moins de 10 000 habitants, une enquête de recensement portant sur toute la population est réalisée tous les cinq ans, les populations de référence des années intermédiaires étant quant à elles estimées par interpolation ou extrapolation. Pour la commune, le premier recensement exhaustif entrant dans le cadre du nouveau dispositif a été réalisé en 2007.

En 2022, la commune comptait 263 habitants, en évolution de +4,78 % par rapport à 2016 (Puy-de-Dôme : +2,1 %, France hors Mayotte : +2,11 %).
| 1793 | 1800 | 1806 | 1821 | 1831 | 1836 | 1841 | 1846 | 1851 |
| ---- | ---- | ---- | ---- | ---- | ---- | ---- | ---- | ---- |
| 522  | 406  | 517  | 522  | 622  | 616  | 616  | 613  | 594  |

| 1856 | 1861 | 1866 | 1872 | 1876 | 1881 | 1886 | 1891 | 1896 |
| ---- | ---- | ---- | ---- | ---- | ---- | ---- | ---- | ---- |
| 538  | 510  | 522  | 519  | 482  | 487  | 501  | 488  | 503  |

| 1901 | 1906 | 1911 | 1921 | 1926 | 1931 | 1936 | 1946 | 1954 |
| ---- | ---- | ---- | ---- | ---- | ---- | ---- | ---- | ---- |
| 405  | 394  | 403  | 317  | 309  | 309  | 282  | 249  | 233  |

| 1962 | 1968 | 1975 | 1982 | 1990 | 1999 | 2006 | 2007 | 2012 |
| ---- | ---- | ---- | ---- | ---- | ---- | ---- | ---- | ---- |
| 223  | 240  | 211  | 184  | 220  | 203  | 238  | 243  | 250  |

| 2017 | 2022 | - | - | - | - | - | - | - |
| ---- | ---- | - | - | - | - | - | - | - |
| 253  | 263  | - | - | - | - | - | - | - |

## Culture locale et patrimoine

### Lieux et monuments

#### Patrimoine religieux
- Église fortifiée Saint-Julien.

### Patrimoine naturel
La commune de Bansat est adhérente du parc naturel régional Livradois-Forez.

## Archives
- Registres paroissiaux et d'état civil depuis :
- Délibérations municipales depuis :